# Mikronóva

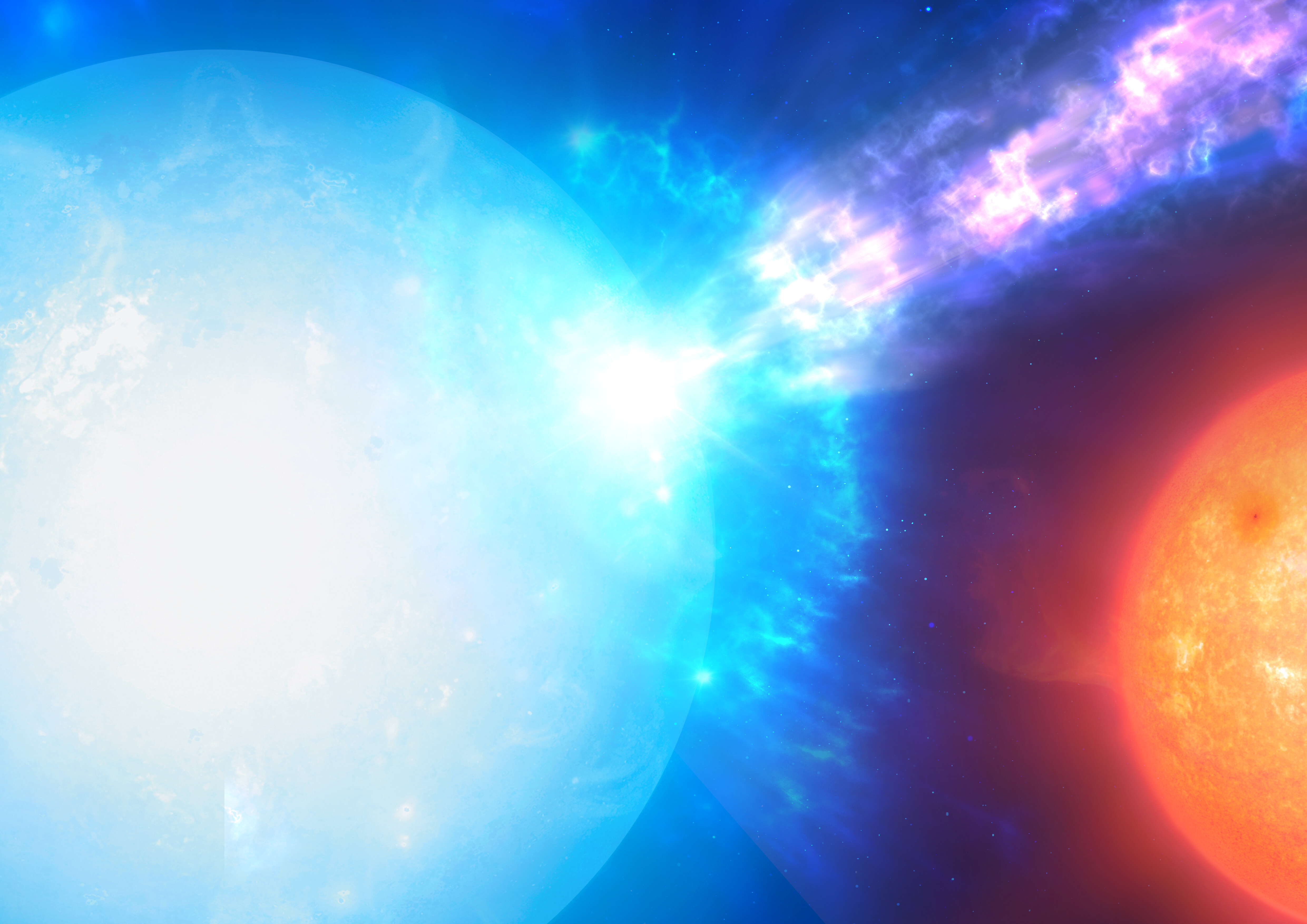
Egy mikronóva művészi ábrázolása

A mikronóva egy csillagrobbanás, amely a klasszikus nóva erősségének milliomod része, és általában nagyobb energiájú, mint egy szuperfler. A jelenséget a csillag környezetéből, például egy kísérőcsillagból származó anyag felhalmozódása okozza. 2022. április 20-án az Európai Déli Obszervatórium csapata bejelentette, hogy a TESS űrteleszkóp és a Very Large Telescope adatai alapján három fehér törpe mikronóvát azonosított.

## A Nap
Amikor Neil Armstrong az Apollo–11 küldetés során sztereoszkópos felvételeket készített, a Hold felszínén üvegnek tűnő, csillogó foltokat látott. Thomas Gold asztrofizikus elemezte a képeket, és azzal az elmélettel állt elő, hogy az üvegek a Nap „kis nova-szerű kitörésének” eredményei lehetnek. Bradley Schaefer, a csillagászat és asztrofizika professzora egyetértett azzal, hogy ez egy meggyőző érv volt arra, amit ma mikronovának neveznénk, és ami kevesebb mint 30.000 évvel ezelőtt következhetett be. Ezeket a foltokat a Kínai Nemzeti Űrügynökség 2019-es Csang-o–4 küldetése során is észlelték a Hold túlsó oldalán, és kezdetben gélnek gondolták őket. A kutatócsoport úgy véli, hogy az üveg nem jöhetett létre a becsapódás során, amely a krátert, amelyben megtalálták, létrehozta. Az objektum túl kicsi lett volna ahhoz, hogy a szükséges hőmérsékletet előállítsa.